# ECW (WWE)
ECW era un programma televisivo di wrestling statunitense prodotto dalla World Wrestling Entertainment e andato in onda negli Stati Uniti dal 13 giugno 2006 al 16 febbraio 2010 sull'emittente SyFy Channel.
Insieme a Raw e a SmackDown fu anche una dei tre roster della WWE di quel periodo, basato sullo stile e sui personaggi della Extreme Championship Wrestling, federazione di wrestling attiva tra il 1992 e il 2001.
Veniva trasmesso su SyFy Channel negli Stati Uniti, X-Treme Sports e Global in Canada, Sky Sports 3 nel Regno Unito e Repubblica d'Irlanda, SKY Sport 2 in Italia, Première in Germania, FX Latin America in America Latina, Ten Sports in India, Astro Supersport in Malaysia, Solar Sports e Jack TV nelle Filippine, FOX8 in Australia, SKY 1 in Nuova Zelanda, E.tv in Sudafrica e SIC Radical in Portogallo.

## Storia

### Extreme Championship Wrestling
Nel 1992 l'imprenditore Tod Gordon fondò la Eastern Championship Wrestling, federazione indipendente attiva nella zona nord-est degli Stati Uniti che raggiunse un grande successo di pubblico quando il suo successore, Paul Heyman, ne cambiò il nome in Extreme Championship Wrestling, determinando anche un cambiamento radicale nello stile di lotta, più incentrato sull'hardcore wrestling, e nelle tipologie di storyline.
La Extreme Championship Wrestling fallì nel giugno del 2001, quando il suo proprietario, Paul Heyman, dichiarò bancarotta.

### Acquisizione da parte della WWE
Nel maggio del 2003 la WWE, acquisì tutti i diritti sul marchio ECW e sui suoi archivi video. I filmati vennero utilizzati per realizzare un DVD intitolato The Rise and Fall of ECW, pubblicato nel novembre del 2004 e contenente un documentario sulla storia della federazione estrema. Questo DVD divenne il secondo prodotto video più venduto nella storia del wrestling (il primo è quello dedicato al pay-per-view WrestleMania XX).

### One Night Stand
Sulla scia del grande successo ottenuto dal DVD The Rise and Fall of ECW, la WWE decise di organizzare l'evento ECW: One Night Stand, un pay-per-view commemorativo incentrato sulla vecchia ECW. Lo show si tenne il 12 giugno 2005 all'Hammerstein Ballroom di New York City; l'organizzazione dell'evento venne affidata quasi completamente a Paul Heyman e Tommy Dreamer. I fan temevano di trovarsi di fronte ad uno show molto lontano dai canoni della ECW originale, tuttavia non rimasero delusi e One Night Stand venne giudicato come uno dei migliori pay-per-view dell'anno.

### Rinascita
Nel maggio del 2006, Vince McMahon, annunciò che la ECW sarebbe tornata ad avere un suo show indipendente, sotto la proprietà della WWE. La federazione di Stamford iniziò subito la ricerca di veterani della ECW originale, tra cui Axl Rotten, Sabu, Terry Funk, Francine e Sandman; a loro si aggiunsero anche lottatori già presenti in WWE (Tazz, Rob Van Dam, Kurt Angle e Big Show) e lottatori di federazioni indipendenti. Le trasmissioni sul suolo statunitense iniziarono il 12 giugno 2006, dopo il pay-per-view ECW: One Night Stand. La ECW divenne quindi il terzo roster della WWE, andando ad affiancare Raw e SmackDown!. A capo del brand c'erano l'ex proprietario Paul Heyman ed il suo "allievo" Tommy Dreamer.
Il ruolo di Heyman, però, divenne sempre meno importante con lo scorrere dei mesi, e la guida del nuovo roster passò gradualmente nelle mani di Vince McMahon. Quest'ultimo cambiò radicalmente la ECW, andando ad eliminare gli Extreme Rules match, vero e proprio marchio di fabbrica del brand, poiché considerati troppo violenti.
Il 3 dicembre 2006 si tenne il primo evento in pay-per-view della nuova ECW, December to Dismember; lo show, svoltosi alla James Brown Arena di Augusta (Georgia), ebbe come main event un Extreme Elimination Chamber match valido per l'ECW World Heavyweight Championship. Ad aggiudicarsi il titolo fu Bobby Lashley, che sconfisse Rob Van Dam, CM Punk, Test, Hardcore Holly ed il campione in carica Big Show.
Il prodotto, però, non soddisfaceva appieno i fan, né quelli storici della ECW originale né quelli nuovi. Pochi giorni dopo December to Dismember, Vince McMahon allontanò Heyman, principalmente a causa delle forti differenze di vedute tra i due sulla gestione dello show.
A partire da Backlash 2007 gli atleti della ECW poterono partecipare a tutti i pay-per-view della WWE.
Il 1º aprile 2007 i wrestler della ECW hanno partecipato per la prima volta a WrestleMania. I lottatori impegnati sono stati gli ECW Originals (Rob Van Dam, Sabu, Tommy Dreamer e The Sandman), il New Breed (Elijah Burke, Kevin Thorn, Marcus Cor Von e Matt Striker), CM Punk ed il campione Bobby Lashley.
Un mese dopo, al pay-per-view Backlash, l'ECW World Heavyweight Championship è stato conquistato da Vince McMahon, che ha schienato il campione in carica Bobby Lashley grazie all'aiuto del figlio Shane McMahon e di Umaga. Al pay-per-view One Night Stand 2007 Lashley ha sconfitto McMahon in uno street fight match, riconquistando la cintura.
Nella draft-lottery del 2007 il campione in carica Bobby Lashley passò dalla ECW a Raw e fu costretto a rendere vacante il suo ECW World Heavyweight Championship. Per determinare il nuovo campione fu quindi indetto un torneo al quale parteciparono diversi wrestler. La finale sarebbe dovuta disputare il 24 giugno 2007 al pay-per-view Vengeance: Night of Champions, con il match tra CM Punk e Chris Benoit; tuttavia quest'ultimo non presenziò all'evento ed il suo posto fu preso da Johnny Nitro, il quale sconfisse Punk laureandosi nuovo campione. Nitro, che nel frattempo cambiò il suo ring name in John Morrison, difese con successo il titolo in diverse occasioni, ma fu costretto a capitolare contro CM Punk nel corso della puntata di ECW on SyFy del 1º settembre.

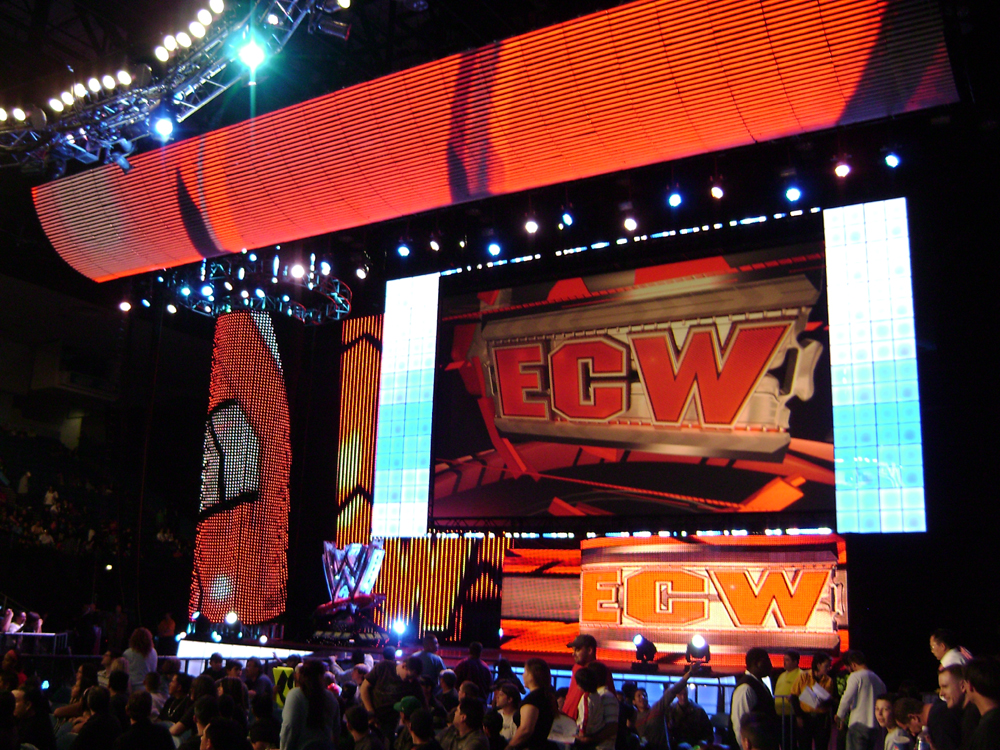
Il set di ECW on SyFy nel 2008

Il 16 ottobre 2007 venne ufficializzato un accordo tra il General manager di SmackDown! e quello della ECW, che permise agli atleti dei due roster di combattere in entrambi gli show (kayfabe). Per questo motivo Chavo Guerrero poté sfidare CM Punk in un match valido per il titolo, sconfiggendolo. Chavo perse la cintura in favore di Kane a WrestleMania XXIV. Nello stesso pay-per-view CM Punk ha vinto il Money in the Bank ladder match, diventando il primo atleta di questo roster a riuscire nell'impresa. Il 6 maggio 2008 si è svolta la puntata numero 100 dello show.
Nella draft-lottery del 2008 il campione in carica Kane passò dalla ECW a Raw, portando con sé il suo titolo, lasciando la ECW senza cinture. Tuttavia, al pay-per-view Night of Champions Mark Henry lo sconfisse e riportò il titolo nel "brand estremo". Ad agosto il manager di Mark Henry, Theodore Long, presentò al suo protetto la nuova versione argentata del titolo ECW, definendola Silver Version.

### Chiusura
Nella puntata di Raw del 1º febbraio 2010 Vince McMahon annunciò che la ECW avrebbe lasciato il posto ad un nuovo show chiamato NXT, dedicato alla vita dentro e fuori dal ring degli atleti provenienti dalla Florida Championship Wrestling, territorio di sviluppo della WWE. Tutti i wrestler appartenenti al roster della ECW vennero smistati tra Raw e SmackDown!.
Nell'ultima puntata di ECW on SyFy, andata in onda il 16 febbraio 2010 allo Sprint Center di Kansas City (Missouri), Ezekiel Jackson vinse l'ECW World Heavyweight Championship sconfiggendo Christian in un Extreme Rules match. Al termine della serata il titolo venne ritirato.

## General Manager
| Nome                      | Inizio mandato | Fine mandato     |
| ------------------------- | -------------- | ---------------- |
| Paul Heyman               | 13 giugno 2006 | 4 dicembre 2006  |
| Armando Alejandro Estrada | 14 agosto 2007 | 3 giugno 2008    |
| Theodore Long             | 3 giugno 2008  | 7 aprile 2009    |
| Tiffany                   | 7 aprile 2009  | 16 febbraio 2010 |

## Telecronisti
| Telecronisti                | Periodo   |
| --------------------------- | --------- |
| Joey Styles e Tazz          | 2006–2008 |
| Mike Adamle e Tazz          | 2008      |
| Todd Grisham e Tazz         | 2008      |
| Todd Grisham e Matt Striker | 2008–2009 |
| Josh Mathews e Matt Striker | 2009      |
| Josh Mathews e Byron Saxton | 2009–2010 |

## Annunciatori
| Annunciatori   | Periodo   |
| -------------- | --------- |
| Justin Roberts | 2006–2007 |
| Tony Chimel    | 2007–2009 |
| Lauren Mayhew  | 2009      |
| Tony Chimel    | 2009      |
| Savannah       | 2009–2010 |

## Segmenti ricorrenti
| Segmento                | Presentatore/i                    | Note |
| ----------------------- | --------------------------------- | --- |
| Kelly Exposè            | Kelly Kelly                       | Kelly Kelly si esibisce in uno spogliarello                                                                  |
| Extreme Exposè          | Brooke Adams Kelly Kelly Layla El | Brooke Adams, Kelly Kelly e Layla El ballano sulle note di una canzone                                       |
| 15 Minutes of Fame      | John Morrison                     | Chi riesce a battere John Morrison in meno di 15 minuti ottiene un match valido per l'ECW World Championship |
| Dirt Sheet              | John Morrison The Miz             | Show speciale condotto da John Morrison e The Miz                                                            |
| Peep Show               | Christian                         | Show speciale condotto da Christian                                                                          |
| Abraham Washington Show | Abraham Washington Tony Atlas     | Show speciale condotto da Abraham Washington e Tony Atlas                                                    |

## Puntate speciali
| Titolo            | Data             | Note                                                                 |
| ----------------- | ---------------- | -------------------------------------------------------------------- |
| Best of ECW 2006  | 26 dicembre 2006 | Puntata che raccoglie i migliori avvenimenti del 2006 di ECW on SyFy |
| Best of ECW 2007  | 25 dicembre 2007 | Puntata che raccoglie i migliori avvenimenti del 2007 di ECW on SyFy |
| ECW 100th episode | 6 maggio 2008    | Puntata numero 100 di ECW on SyFy                                    |